# 1460
Il 1460 (MCDLX in numeri romani) è un anno bisestile del XV secolo.

## Eventi
- Cade il despotato della Morea, ultimo pezzo di terra bizantino in Europa.
- Inizio della Guerra sammarinese.
- Piero della Francesca dipinge la Maria Maddalena.
- Cosimo de' Medici entra in possesso del Corpus Hermeticum, un testo greco di Ermete Trismegisto portato in Italia dalla Macedonia per il tramite di Leonardo da Pistoia, destinato ad avere un enorme influsso su tutto il pensiero rinascimentale dell'Occidente europeo, e della cui traduzione egli incaricherà Marsilio Ficino.
- Andrea Mantegna si trasferisce a Mantova: sarà pittore di corte per i Gonzaga per più di quarant'anni.
- Dopo aver esplorato il Senegal, il Gambia e la Guinea, gli esploratori del Portogallo giungono in Sierra Leone.

## Nati

### Aprile
- 8 aprile - Juan Ponce de León, condottiero spagnolo († 1521)

### Maggio
- 3 maggio - Antonio Maria Ordelaffi, nobile († 1504)
- 8 maggio - Federico I di Brandeburgo-Ansbach, nobile († 1536)

### Giugno
- 1º giugno - Enno I della Frisia orientale, conte († 1491)
- 30 giugno - Cecily Bonville, VII baronessa Harington, nobile inglese († 1529)

### Agosto
- 21 agosto - Ludovico Gonzaga, vescovo cattolico italiano († 1511)

### Settembre
- 13 settembre - Bartolomeo Colombo, navigatore italiano († 1514)
- 14 settembre - Bernardino Fungai, pittore italiano († 1516)
- 29 settembre - Louis de la Trémoille, generale francese († 1525)

### Senza giorno specificato
- Alfonso d'Aragona, vescovo cattolico italiano († 1510)
- Anna de Mendonça, nobile portoghese
- Duarte Pacheco Pereira, militare, esploratore e cartografo portoghese († 1533)
- João da Nova, esploratore portoghese († 1509)
- Maestro di Francoforte, pittore fiammingo
- Mihri Hatun, poetessa ottomana († 1506)
- Roberto da Montevarchi, pittore italiano († 1522)
- Svante Nilsson, sovrano svedese († 1512)
- Pier Jacopo Alari Bonacolsi, scultore e orafo italiano († 1528)
- Sebastián de Almonacid, scultore spagnolo († 1526)
- Fadrique Álvarez de Toledo y Enríquez, nobile e militare spagnolo († 1531)
- Georges I d'Amboise, cardinale, arcivescovo cattolico e politico francese († 1510)
- Rodrigo de Bastidas, esploratore e condottiero spagnolo († 1527)
- Domenico Benivieni, religioso italiano († 1507)
- Colin Biard, architetto francese
- Giovanni Boccardi, artista italiano († 1529)
- Giberto Borromeo, nobile e politico italiano († 1508)
- Giovanni Francesco Brivio, nobile italiano († 1517)
- Antoine Brumel, compositore francese († 1513)
- Anna Cabrera Ximénez, nobile italiana († 1526)
- Pietro Antonio Caracciolo, commediografo italiano
- Martin Chambiges, architetto francese († 1532)
- Fabrizio I Colonna, condottiero italiano († 1520)
- Pietro Colonna, monaco cristiano, teologo e orientalista italiano († 1540)
- Alessandro Cortese, umanista italiano († 1490)
- Lorenzo Costa, pittore italiano († 1535)
- Giovanni Andrea De Magistris, pittore italiano († 1532)
- Fadrique Enríquez de Velasco, militare e nobile spagnolo († 1538)
- Benedetto Faelli, tipografo e editore italiano († 1523)
- Filippo di Antonio Filippelli, pittore italiano († 1506)
- Fregosino Fregoso, condottiero italiano († 1512)
- Vittore Gambello, scultore e medaglista italiano († 1537)
- Arcangela Girlani, religiosa italiana († 1494)
- Robert Guibé, cardinale francese († 1513)
- Arnao Guillén de Brocar, tipografo e editore spagnolo († 1523)
- Hans Holbein il Vecchio, pittore e incisore tedesco († 1524)
- Bernardino Lanzani, pittore italiano
- Diego de Lepe, esploratore e navigatore spagnolo
- Girolamo Lippomano, imprenditore e ambasciatore italiano († 1527)
- Battista Lomellini, doge († 1540)
- Bernardino Loschi, pittore italiano († 1540)
- Maddalena di Brandeburgo, principessa († 1496)
- Sebastiano Mainardi, pittore italiano († 1513)
- Marco Martello, umanista italiano († 1531)
- Girolamo Nardini, pittore italiano († 1538)
- Giovanni V di Oldenburg, nobile tedesco († 1526)
- Konstanty Ostrogski, nobile e militare polacco († 1530)
- Nicolás de Ovando, militare e esploratore spagnolo († 1511)
- Alessandro Pampurino, pittore italiano († 1523)
- Anton Pilgram, scultore e architetto boemo († 1515)
- Giovan Battista Pio, umanista, poeta e filologo italiano († 1543)
- Sofia di Pomerania-Wolgast, principessa († 1504)
- Tommaso Rodari, scultore e architetto svizzero († 1525)
- Lucia Rusca, nobildonna italiana († 1508)
- Benedetto Rusconi, pittore italiano († 1525)
- Pedro de Santarém, giurista portoghese († 1521)
- Lucio Cristoforo Scobar, umanista e linguista italiano († 1525)
- Geertgen tot Sint Jans, pittore olandese († 1490)
- Charles Somerset, I conte di Worcester, nobile inglese († 1526)
- Ludovico Urbani, pittore italiano († 1493)
- Viktorin Kornel ze Všehrd, letterato, scrittore e giurista ceco († 1520)
- John Wastell, architetto britannico († 1515)
- Konrad Wimpina, umanista e teologo tedesco († 1531)
- Paolo Zane, vescovo cattolico italiano († 1531)
- Costanza d'Avalos, nobile spagnola († 1541)
- Renato di Cossé, nobile francese († 1540)
- Gregorio da Spoleto, religioso e umanista italiano
- Paul Sixt I von Trautson, nobile e condottiero austriaco († 1508)

## Morti
- 7 febbraio - Giulio Ascanio Boiardo, nobile
- 14 febbraio - Ladislao di Głogów, tedesco (n. 1420)
- 29 febbraio - Alberto III di Baviera, nobile (n. 1401)
- 6 marzo - Cristoforo I Torelli, militare italiano
- 21 marzo - Álvar García de Santa María, scrittore spagnolo
- 26 marzo - Maffeo Contarini, patriarca cattolico italiano
- 8 aprile - Taddea Pio, nobildonna italiana
- 10 aprile - Antonio Neirotti, religioso italiano
- 14 aprile - Giovanni Castiglione, cardinale e vescovo cattolico italiano (n. 1420)
- 18 aprile - Pietro Guido I Torelli, conte
- 14 maggio - Guarnerio Castiglioni, nobile, politico e diplomatico italiano
- 10 luglio - Thomas Percy, I barone di Egremont, militare inglese (n. 1422)
- 10 luglio - Humphrey Stafford, I duca di Buckingham, militare inglese (n. 1402)
- 10 luglio - John Talbot, II conte di Shrewsbury, militare inglese (n. 1417)
- 24 luglio - Geminiano Inghirami, religioso e umanista italiano (n. 1370)
- 24 luglio - Arcangelo da Calatafimi, presbitero e religioso italiano (n. 1390)
- 3 agosto - Giacomo II di Scozia, re (n. 1430)
- 9 agosto - Alfonso di Braganza, nobile (n. 1402)
- 13 agosto - Oldrado II Lampugnani, condottiero italiano (n. 1380)
- 20 settembre - Gilles Binchois, compositore fiammingo
- 22 settembre - Jean Chevrot, vescovo cattolico, politico e mecenate francese
- 13 novembre - Enrico il Navigatore, esploratore portoghese (n. 1394)
- 4 dicembre - Guarino Veronese, poeta e umanista italiano (n. 1374)
- 21 dicembre - Domenico di Prussia, monaco cristiano, presbitero e teologo tedesco (n. 1384)
- 30 dicembre - William Bonville, VI barone Harington, nobile britannico (n. 1442)
- 30 dicembre - Edmondo Plantageneto, conte di Rutland, nobile inglese (n. 1443)
- 30 dicembre - Riccardo Plantageneto, III duca di York, nobile britannico (n. 1411)
- 31 dicembre - Richard Neville, V conte di Salisbury, nobile inglese (n. 1400)
- Francesco II Acciaiuoli, duca italiano
- Hamza Castriota, generale albanese
- Giovanni Cecchini Caranzoni, vescovo cattolico italiano
- Lluís Dalmau, pittore spagnolo (n. 1400)
- Dan III di Valacchia, principe
- Giovanni Fantuzzi, politico italiano (n. 1391)
- Giovanna di Savoia, nobile (n. 1392)
- Sheykh Junayd, sovrano azero
- Ma Huan, esploratore e scrittore cinese
- Mihály Szilágyi, generale ungherese (n. 1400)
- Mosè ben Isaac da Rieti, medico, poeta e filosofo italiano (n. 1388)
- Shō Taikyū, re giapponese (n. 1415)
- Fernán Pérez de Guzmán, poeta e biografo spagnolo
- Fruzhin Šišman, principe e condottiero bulgaro

## Calendario
| Calendario 1460 | Calendario 1460 | Calendario 1460 | Calendario 1460 | Calendario 1460 | Calendario 1460 | Calendario 1460 | Calendario 1460 | Calendario 1460 | Calendario 1460 | Calendario 1460 | Calendario 1460 | Calendario 1460 | Calendario 1460 | Calendario 1460 | Calendario 1460 | Calendario 1460 | Calendario 1460 | Calendario 1460 | Calendario 1460 | Calendario 1460 | Calendario 1460 | Calendario 1460 | Calendario 1460 | Calendario 1460 | Calendario 1460 | Calendario 1460 | Calendario 1460 | Calendario 1460 | Calendario 1460 | Calendario 1460 | Calendario 1460 | Calendario 1460 |
| --------------- | --------------- | --------------- | --------------- | --------------- | --------------- | --------------- | --------------- | --------------- | --------------- | --------------- | --------------- | --------------- | --------------- | --------------- | --------------- | --------------- | --------------- | --------------- | --------------- | --------------- | --------------- | --------------- | --------------- | --------------- | --------------- | --------------- | --------------- | --------------- | --------------- | --------------- | --------------- | --------------- |
|                 | 1               | 2               | 3               | 4               | 5               | 6               | 7               | 8               | 9               | 10              | 11              | 12              | 13              | 14              | 15              | 16              | 17              | 18              | 19              | 20              | 21              | 22              | 23              | 24              | 25              | 26              | 27              | 28              | 29              | 30              | 31              |                 |
| Gennaio         | Ma              | Me              | Gi              | Ve              | Sa              | Do              | Lu              | Ma              | Me              | Gi              | Ve              | Sa              | Do              | Lu              | Ma              | Me              | Gi              | Ve              | Sa              | Do              | Lu              | Ma              | Me              | Gi              | Ve              | Sa              | Do              | Lu              | Ma              | Me              | Gi              |                 |
| Febbraio        | Ve              | Sa              | Do              | Lu              | Ma              | Me              | Gi              | Ve              | Sa              | Do              | Lu              | Ma              | Me              | Gi              | Ve              | Sa              | Do              | Lu              | Ma              | Me              | Gi              | Ve              | Sa              | Do              | Lu              | Ma              | Me              | Gi              | Ve              |                 |                 |                 |
| Marzo           | Sa              | Do              | Lu              | Ma              | Me              | Gi              | Ve              | Sa              | Do              | Lu              | Ma              | Me              | Gi              | Ve              | Sa              | Do              | Lu              | Ma              | Me              | Gi              | Ve              | Sa              | Do              | Lu              | Ma              | Me              | Gi              | Ve              | Sa              | Do              | Lu              |                 |
| Aprile          | Ma              | Me              | Gi              | Ve              | Sa              | Do              | Lu              | Ma              | Me              | Gi              | Ve              | Sa              | Do              | Lu              | Ma              | Me              | Gi              | Ve              | Sa              | Do              | Lu              | Ma              | Me              | Gi              | Ve              | Sa              | Do              | Lu              | Ma              | Me              |                 |                 |
| Maggio          | Gi              | Ve              | Sa              | Do              | Lu              | Ma              | Me              | Gi              | Ve              | Sa              | Do              | Lu              | Ma              | Me              | Gi              | Ve              | Sa              | Do              | Lu              | Ma              | Me              | Gi              | Ve              | Sa              | Do              | Lu              | Ma              | Me              | Gi              | Ve              | Sa              |                 |
| Giugno          | Do              | Lu              | Ma              | Me              | Gi              | Ve              | Sa              | Do              | Lu              | Ma              | Me              | Gi              | Ve              | Sa              | Do              | Lu              | Ma              | Me              | Gi              | Ve              | Sa              | Do              | Lu              | Ma              | Me              | Gi              | Ve              | Sa              | Do              | Lu              |                 |                 |
| Luglio          | Ma              | Me              | Gi              | Ve              | Sa              | Do              | Lu              | Ma              | Me              | Gi              | Ve              | Sa              | Do              | Lu              | Ma              | Me              | Gi              | Ve              | Sa              | Do              | Lu              | Ma              | Me              | Gi              | Ve              | Sa              | Do              | Lu              | Ma              | Me              | Gi              |                 |
| Agosto          | Ve              | Sa              | Do              | Lu              | Ma              | Me              | Gi              | Ve              | Sa              | Do              | Lu              | Ma              | Me              | Gi              | Ve              | Sa              | Do              | Lu              | Ma              | Me              | Gi              | Ve              | Sa              | Do              | Lu              | Ma              | Me              | Gi              | Ve              | Sa              | Do              |                 |
| Settembre       | Lu              | Ma              | Me              | Gi              | Ve              | Sa              | Do              | Lu              | Ma              | Me              | Gi              | Ve              | Sa              | Do              | Lu              | Ma              | Me              | Gi              | Ve              | Sa              | Do              | Lu              | Ma              | Me              | Gi              | Ve              | Sa              | Do              | Lu              | Ma              |                 |                 |
| Ottobre         | Me              | Gi              | Ve              | Sa              | Do              | Lu              | Ma              | Me              | Gi              | Ve              | Sa              | Do              | Lu              | Ma              | Me              | Gi              | Ve              | Sa              | Do              | Lu              | Ma              | Me              | Gi              | Ve              | Sa              | Do              | Lu              | Ma              | Me              | Gi              | Ve              |                 |
| Novembre        | Sa              | Do              | Lu              | Ma              | Me              | Gi              | Ve              | Sa              | Do              | Lu              | Ma              | Me              | Gi              | Ve              | Sa              | Do              | Lu              | Ma              | Me              | Gi              | Ve              | Sa              | Do              | Lu              | Ma              | Me              | Gi              | Ve              | Sa              | Do              |                 |                 |
| Dicembre        | Lu              | Ma              | Me              | Gi              | Ve              | Sa              | Do              | Lu              | Ma              | Me              | Gi              | Ve              | Sa              | Do              | Lu              | Ma              | Me              | Gi              | Ve              | Sa              | Do              | Lu              | Ma              | Me              | Gi              | Ve              | Sa              | Do              | Lu              | Ma              | Me              |                 |